# Saint-Julien-de-Raz
Saint-Julien-de-Raz ist eine ehemalige französische Gemeinde mit zuletzt 429 Einwohnern (Stand: 1. Januar 2013) im Département Isère in der Region Auvergne-Rhône-Alpes. Sie war Teil des Arrondissements Grenoble und des Kantons Voiron.
Mit Wirkung vom 1. Januar 2017 wurden die ehemaligen Gemeinden Pommiers-la-Placette und Saint-Julien-de-Raz zur Commune nouvelle La Sure en Chartreuse zusammengelegt.

## Geographie
Saint-Julien-de-Raz liegt etwa 18 Kilometer nordnordwestlich von Grenoble. Umgeben wird Saint-Julien-de-Raz von den Nachbarorten Saint-Étienne-de-Crossey im Norden, Saint-Joseph-de-Rivière im Osten, Pommiers-la-Placette im Süden, La Buisse im Südwesten sowie Coublevie im Westen.

## Bevölkerungsentwicklung
| 1962                       | 1968 | 1975 | 1982 | 1990 | 1999 | 2006 | 2013 |
| -------------------------- | ---- | ---- | ---- | ---- | ---- | ---- | ---- |
| 148                        | 165  | 228  | 318  | 353  | 443  | 435  | 429  |
| Quellen: Cassini und INSEE |      |      |      |      |      |      |      |

## Sehenswürdigkeiten
- Kirche aus dem 19. Jahrhundert
- Schloss Les Dauphins (auch: Schloss Bazire genannt) aus dem 14. Jahrhundert
- Reste der Burg la Perrière aus dem 13. Jahrhundert